# Robert Gsellman
Robert John Gsellman (né le 18 juillet 1993 à Santa Monica, Californie, États-Unis) est un lanceur droitier de la Ligue majeure de baseball qui a joué pour les Mets de New York et les Cubs de Chicago entre 2016 et 2022.

## Carrière
Robert Gsellman est repêché par les Mets de New York au 13e tour de sélection en 2011. 
Il fait ses débuts dans le baseball majeur avec les Mets de New York le 23 août 2016 à Saint-Louis, alors que dès la première manche du match il vient en relève au lanceur partant Jon Niese, qui se blesse après avoir affronté 4 frappeurs. Les Mets l'emportent et Gsellman est crédité de sa première victoire dans les majeures. Le droitier enchaîne ensuite 7 départs en fin de saison pour New York, et maintient une très bonne moyenne de points mérités de 2,42 avec 42 retraits sur des prises en 44 manches et deux tiers lancées pour les Mets en 2016. Il remporte 4 victoires contre deux défaites.